# Ernest Louis, Landgraf de Hesse-Darmstadt
Ernest Louis de Hesse-Darmstadt (germană Ernst Ludwig; 15 decembrie 1667 – 12 septembrie 1739) a fost Landgraf de Hesse-Darmstadt din 1678 până în 1739. Părinții săi au fost Landgraful Ludovic al VI-lea de Hesse-Darmstadt și Elisabeth Dorothea de Saxa-Gotha-Altenburg (1640–1709).
Dorința lui Ernest Louis de a simula curtea franceză a regelui Ludovic al XIV-lea a băgat țara în datorii. Printre cei patronați în acest mediu cultural a fost compozitorul baroc Christoph Graupner. Ernest Louis l-a angajat pe arhitectul francez Louis Remy de la Fosse pentru programul său extins de construcții. La moartea sa, în 1739, datoria țării sale a fost de 4 milioane de guldeni, de zece ori mai mare decât venitul anual.

## Familie
La 1 decembrie 1687, Ernest Louis s-a căsătorit cu Dorothea Charlotte de Brandenburg-Ansbach (1661–1705), fiica lui Albert al II-lea, Margraf de Brandenburg-Ansbach (1620–1667). Cuplul a avut următorii copii:
- Dorothea Sophie (1689–1723); s-a căsătorit în 1710 cu contele John Frederick de Hohenlohe-Öhringen (1683–1765)
- Ludovic al VIII-lea, Landgraf de Hesse-Darmstadt (1691–1768); s-a căsătorit în 1717 cu contesa Charlotte de Hanau-Lichtenberg (1700–1726)
- Karl Wilhelm (1693–1707)
- Francis Ernest (1695–1717)
- Friederike Charlotte (1698-1777); s-a căsătorit în 1720 cu landgraful Maximilian de Hesse-Kassel (1689–1753)

La 20 ianuarie 1727, Ernest Louis s-a căsătorit a doua oară cu Luise Sophie von Spiegel (1690–1751), care a fost ridicată la rangul de contesă de Eppstein. Ei au avut două fiice:
- Louisa Charlotte (1727–1753), contesă von Eppstein
- Friederika Sophia (1730–1770), contesă von Eppstein; s-a căsătorit în 1764 cu baronul Johann Carl Ludwig Christian von Pretlack (1716–1781)

Ernest Louis a avut un copil nelegitim cu Charlotte von Forstner (1686–1727):
- Friedrich Carl Ludwig von Hohenstein zu Fürstenfeld (1711–1715)

1. 1 2  Czech National Authority Database, accesat în 28 martie 2023